# Hablando huevadas: ¡Hijo de...!
Hablando huevadas: ¡Hijo de...! es una película de comedia peruana de 2023 dirigida por Eduardo Pinto y escrita Gerardo Morales. Está basado en el videocast homónimo y espectáculo teatral de Jorge Luna y Ricardo Mendoza, quienes protagonizan el filme junto a Izan Alcázar. Fue estrenada el de 21 de diciembre de 2023 exclusivamente en cines de Cineplanet.

## Sinopsis
Ricardo y Jorge, dos destacados humoristas en Perú, están siendo procesados legalmente por el gobierno. En este complicado escenario, aparece un niño afirmando ser el hijo de Ricardo, lo que añade una dimensión adicional al juicio y redefine la vida de padre para él, contando con el apoyo de Jorge.

## Reparto

### Principales
- Jorge Luna como él mismo
- Ricardo Mendoza como él mismo
- Izan Alcázar como «Gabriel Mendoza»
- Emilram Cossío como «abogado Julio»

### Secundarios
- Tabata Fernández como «Melissa»
- Kailani Pinedo como «Shakira Luna»
- Amil Mikati como «Ronaldinho Luna»
- Paco Caparó como «juez Renato Ruedas»

### Recurrentes e invitados
- Mayra Goñi
- Alonso Acuña
- Gerardo Morales
- Sebastián Abad
- Joseph Argumedo
- Gino Bonatti
- Gino Pesaressi
- Gonzalo «Goncho» Iglesias
- Pablo Saldarriaga
- Alonso Cano
- Cheli Vera
- Abigail Fernández Santillán
- Santiago Valencoso
- Victoria Cornejo Echevarría
- Sergio Peña